# Jules Vandenpeereboom
Jules Henri Pierre François Vandenpeereboom (Kortrijk, 1843. március 18.–Anderlecht, 1917. március 6.) belga politikus és államférfi volt, Belgium miniszterelnöke rövid ideig 1899-ben.

## Élete
Vandenpeereboom 1843-ban Kortrijk városában született. Jogi tanulmányokat folytatott és szülővárosában kezdett ügyvédi pályát. 1878 és 1900 között Kortrijk képviselője volt a belga képviselőházban.
1884 és 1899 között számos miniszteri tisztséget viselt: 1884 és 1899 között vasút, posta és távközlési miniszter Auguste Beernaert, Jules de Burlet és Paul de Smet de Naeyer kormányaiban, 1896 és 1899 között Paul de Smet de Naeyer kormányában emellett hadügyminiszter. Postaügyi miniszterként felelős volt a kétnyelvű postai bélyegek bevezetéséért, amire 1891 és 1893 között került sor.
1899-ben de Smet de Naeyer lemondása után 1899. január 24-én fél évre kormányt alakított, de augusztus 5-én lemondott.
1900-ban lemondott képviselői helyéről is, de ugyanebben az évben kinevezték államminiszternek és a belga szenátus tagja lett. 1904 és 1917 között Nyugat-Flandria tartományi gyűlésének is tagja volt. 1917-ben a brüsszeli Anderlecht-ben halt meg.

## A Vandenpeereboom-kormány tagjai
| Miniszteri tiszt                        | Név                   | Párt      |
| --------------------------------------- | --------------------- | --------- |
| Külügyminiszter                         | Paul de Favereau      | Katolikus |
| Belügyminiszter                         | François Schollaert   | Katolikus |
| Igazságügyminiszter                     | Victor Begerem        | Katolikus |
| Pénzügyminiszter                        | Julien Liebaert       | Katolikus |
| Mezőgazdasági és közmunkaügyi miniszter | Léon De Bruyn         | Katolikus |
| Vasút, posta és távközlési miniszter    | Jules Vandenpeereboom | Katolikus |
| Ipari és munkaügyi miniszter            | Gérard Cooreman       | Katolikus |
| Hadügyminiszter                         | Jules Vandenpeereboom | Katolikus |

## Fordítás
- Ez a szócikk részben vagy egészben  a   Jules Vandenpeereboom  című angol Wikipédia-szócikk fordításán alapul.  Az eredeti cikk szerkesztőit annak laptörténete sorolja fel. Ez a jelzés csupán a megfogalmazás eredetét és a szerzői jogokat jelzi, nem szolgál a cikkben szereplő információk forrásmegjelöléseként.

1. ↑  ODIS